# Elyra peleusalis
Elyra peleusalis là một loài bướm đêm trong họ Noctuidae.